# Carl Valeri
Carl Valeri (* 14. August 1984 in Canberra) ist ein ehemaliger australischer Fußballspieler. Der Nationalspieler verbrachte seine Profikarriere großteils bei Vereinen in Italien.

## Karriere

### Vereins
Valeri wechselte gemeinsam mit seinem Landsmann Nathan Coe 2002 zum italienischen Spitzenklub Inter Mailand, nachdem beide bei der U-17-Weltmeisterschaft 2001 ins All-Star-Team gewählt wurden. Nach Ende seiner Jugendzeit gelang es ihm nicht sich in Inters Profimannschaft durchzusetzen und er wurde für die Saison 2004/05 in die Serie C1 an SPAL Ferrara verliehen. Unter Trainer Massimiliano Allegri kam Valeri nach Anlaufschwierigkeiten in 25 Partien zum Einsatz und zur folgenden Saison folgte er Allegri zu US Grosseto, nachdem sich der Verein 50 % der Transferrechte an Valeri sicherte.
2007 stieg Grosseto erstmals in der Vereinsgeschichte in die Serie B auf, Valeri traf am letzten Spieltag zum entscheidenden 1:0-Siegtreffer gegen Calcio Padova, der die Meisterschaft und den direkten Aufstieg bedeutete. Anschließend sicherte sich Grosseto in einer geheimen Auktion die kompletten Transferrechte am defensiven Mittelfeldspieler. Zwei Jahre später scheiterte Grosseto in die Aufstiegsspielen zur Serie A im Halbfinale, als nach einem 2:0-Hinspielsieg das Rückspiel gegen den späteren Aufsteiger AS Livorno noch mit 1:4 verloren wurde. Valeri äußerte im April 2009 öffentlich seine Wechselabsichten, doch trotz des Scheiterns in den Aufstiegsspielen kam kein Vereinswechsel zustande. Im Januar 2010 wechselte er zu US Sassuolo Calcio.

### Nationalmannschaft

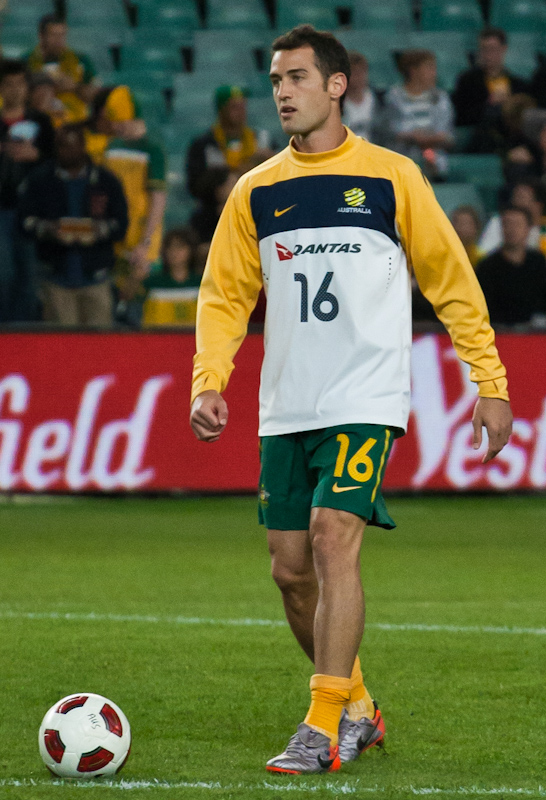
Valeri vor einem Spiel der australischen Nationalelf (2010)

Valeri durchlief sämtliche Juniorennationalteams Australiens. Mit der U-17-Auswahl nahm er 2001 an der U-17-Weltmeisterschaft auf Trinidad und Tobago teil und erreichte dort unter Trainer Ange Postecoglou das Viertelfinale, in dem man Nigeria mit 1:5 unterlag. Zwei Jahre später nahm er mit der U-20 an der Junioren-WM 2003 in den Vereinigten Arabischen Emiraten teil und belegte in der Vorrundengruppe nach Siegen über Brasilien und Kanada sowie einem Unentschieden gegen Tschechien den ersten Rang. Im Achtelfinale gegen den Gastgeber fehlte Valeri wegen einer Gelbsperre und konnte bei der 0:1-Niederlage nicht mitwirken.
2004 qualifizierte er sich mit der Olympiaauswahl für das olympische Fußballturnier in Griechenland. Während des Turniers bildete Valeri mit Tim Cahill und Luke Wilkshire das Mittelfeld der Olyroos, nach Platz 2 in Vorrunde scheiterte man am Überraschungsteam Irak mit 0:1 im Viertelfinale.
Am 24. März 2007 debütierte Valeri gemeinsam mit Shane Stefanutto unter Nationaltrainer Graham Arnold in einem Freundschaftsspiel gegen China in der australischen Nationalmannschaft, nachdem er zuvor bereits mehrfach an Trainingscamps der Nationalelf teilgenommen hatte. Bereits drei Monate später gehörte er bei der erstmaligen Teilnahme Australiens an der Asienmeisterschaft zum Kader, kam während des Turniers als Ersatz von Vince Grella aber nicht zum Einsatz. In der Folge festigte Valeri seinen Platz im Team, begünstigt durch Verletzungsprobleme von Grella, und kam in der erfolgreichen Qualifikation für die Weltmeisterschaft 2010 zu elf Einsätzen.